# Остра множествена склероза
Острата множествена склероза (известна още като злокачествена множествена склероза или множествена склероза на Марбург), е атипична форма на множествена склероза (МС).
Много учени са склонни да я приемат за отделно заболяване, а не като вариант на МС. Понякога тази форма се нарича и злокачествена, макар че по-често се използва за описване на случаи, когато пациентите развиват висока степен на инвалидизация за по-малко от пет години. Другите заболявания в групата на атипичните форми на МС са оптикомиелит, концентрична склероза на Бало, дифузна миелокластна склероза (Болест на Шилдер).
Носи името на австрийския невролог Ото Марбург. Заболяването може са се диагностицира in vivo чрез ЯМР. В случай, че патологията е представена от една-единствена голяма лезия, то е радиологично (чрез рентгенография) неразличимо от мозъчен тумор или абсцес. В такъв случай е необходима краниотомия и биопсия, за да се изключат другите възможности. Обикновено има летален изход, но е установено, че се повлиява благоприятно при терапия с митоксантрон и alemtuzumab, както и от трансплантация на автоложни стволови клетки. Напоследък се установява, че подобно на МС, различните пациенти се повлияват твърде различно при терапията.